# Мусієнко Сергій Миколайович
Сергі́й Микола́йович Мусієнко — полковник Збройних сил України, учасник російсько-української війни. Герой України (2022).

## З життєпису
З 2012 і станом на березень 2014 року — командир самохідно-артилерійського дивізіону 406-ї окремої берегової артилерійської групи (Крим). Надалі — начальник артилерії 36-ї окремої бригади берегової оборони.

### Російське вторгнення в Україну (2022)
Полковник Сергій Мусієнко брав безпосередню участь у знищенні підрозділів, броньованої техніки та озброєння противника на Харківському напрямку й околицях Харкова. Вміло керував діями підрозділів артилерії, що дало змогу залишити територію під контролем Збройних сил України. Під час проведення операцій з відбиття атак підпорядковані йому підрозділи артилерії знищили велику кількість озброєння, військової техніки та особового складу.

## Відзнаки та нагороди
- звання «Герой України» з врученням ордена «Золота Зірка» (2 березня 2022) — за особисту мужність і героїзм, виявлені у захисті державного суверенітету та територіальної цілісності України, вірність військовій присязі[2];
- орден Богдана Хмельницького I ст. (21 березня 2023) — особисту мужність і самовіддані дії, виявлені у захисті державного суверенітету та територіальної цілісності України, вірність військовій присязі[3]
- орден Богдана Хмельницького II ступеня (13 квітня 2023) — за особисту мужність, виявлену у захисті державного суверенітету та територіальної цілісності України, самовіддане виконання військового обов'язку[4];
- орден Богдана Хмельницького II ступеня (26 березня 2022) — за особисту мужність і самовіддані дії, виявлені у захисті державного суверенітету та територіальної цілісності України, вірність військовій присязі[5];
- орден Богдана Хмельницького III ступеня (7 березня 2022) — за особисту мужність і самовіддані дії, виявлені у захисті державного суверенітету та територіальної цілісності України, вірність військовій присязі[6];
- орден Богдана Хмельницького III ступеня (19 липня 2014) — за особисту мужність і героїзм, виявлені у захисті державного суверенітету та територіальної цілісності України, вірність військовій присязі під час російсько-української війни[7];
- орден «За мужність» III ступеня (16 травня 2022) — за особисту мужність і самовіддані дії, виявлені у захисті державного суверенітету та територіальної цілісності України, вірність військовій присязі[8].
- орден «За мужність» III ступеня (27 червня 2015) — за особисту мужність і високий професіоналізм, виявлені у захисті державного суверенітету та територіальної цілісності України, вірність військовій присязі[9];
- орден «Данила Галицького» (2 серпня 2024) — за особисту мужність, виявлену у захисті державного суверенітету та територіальної цілісності України, самовіддане виконання військового обов’язку[10].